# West-Lombok
West-Lombok (Indonesisch: Lombok Barat) is een regentschap in de Indonesische provincie West-Nusa Tenggara in het westen van het eiland Lombok.
Het regentschap is onderverdeeld in tien onderdistricten (kecamatan):
- Batulayar
- Gerung
- Gunungsari
- Kayangan
- Kediri
- Kuripan
- Labuapi
- Lembar
- Lingsar
- Narmada
- Sekotong